# Каэлас, Лили
Лили Санелма Каэлас, урождённая Люйдик (эст. Lili Sanelma Kaelas; 30 января 1919, Пярну, Эстония — 9 декабря 2007, Гётеборг, Швеция) — шведский археолог эстонского происхождения.

## Биография
Лили Люйдик (Lüüdik) родилась в Пярну в 1919 году. В 1943 году она окончила Тартуский университет со степенью по истории искусств. В 1939 году Лили Люйдик вышла замуж за Александра Каэласа. В 1943 году они эмигрировали в Финляндию, а в 1944 — в Швецию. В Швеции Лили устроилась работать в Государственный исторический музей в качестве ассистента хранителя музея Акселя Багге. Параллельно с этим она поступила в Стокгольмский университет, где изучала сравнительную археологию и археологию скандинавских стран. Окончив университет в 1953, Лили Каэлас впоследствии стала хранителем Исторического музея и написала, в соавторстве с Акселем Багге, книгу «Die Funde aus Dolmen und Ganggräbern in Schonen, Schweden». В 1957 году она была назначена хранителем Гётеборгского археологического музея, а в 1968 году стала его директором.
Основной областью научных интересов Лили Каэлас был период неолита. Она является автором ряда научных статей, опубликованных в шведских и иностранных журналах. Лили Каэлас поддерживала широкие международные научные связи, в частности, со своей американской коллегой Марией Гимбутас, и в 1967—1968 годах была приглашённым преподавателем в Калифорнийском университете. Она также была инициатором и организатором международных археологических выставок в Гётеборге. Кроме того, Лили продолжала интересоваться политической обстановкой в Эстонии и опубликовала около двадцати книг и брошюр о советской Эстонии (в том числе «Оккупированная Эстония», 1956). В 1964 году умер её муж Александр, а в 1974 году она вышла замуж за Пера Нюстрёма, историка и политика.
В 1974 году Лили Каэлас стала почётным членом гётеборгского Королевского общества наук и искусств, а также почётным членом британского Общества доисторической археологии (Prehistoric Society). В 1981 году она получила Гётеборгскую награду за заслуги (Göteborgs Stads förtjänsttecken). В 1983 году Лили Каэлас вышла на пенсию; в 1993 году она вновь стала вдовой. В начале 2000-х годов она учредила Фонд Лили Каэлас для поддержки археологических исследований (Lili Kaelas stiftelse för arkeologisk forskning), от имени которого выплачивались стипендии молодым археологам.
Лили Каэлас умерла 9 декабря 2007 года в Гётеборге. Коллекция искусства, которую она собирала на протяжении многих лет, устроив своего рода домашний музей, в настоящее время находится в Эстонском художественном музее и в Музее прикладного искусства в Таллине.